# Botrychium tolucaense
Botrychium tolucaense är en låsbräkenväxtart som beskrevs av Warren Herbert Wagner och Mickel. Botrychium tolucaense ingår i släktet låsbräknar, och familjen låsbräkenväxter. Inga underarter finns listade i Catalogue of Life.